# Kenny Jackett
Pour l’article ayant un titre homophone, voir Jacket.
Kenny Jackett, né le 5 janvier 1962 à Watford (Angleterre), est un footballeur gallois, qui évoluait au poste de défenseur ou milieu de terrain à Watford ainsi qu'en équipe de pays de Galles.
Jackett ne marque aucun but lors de ses trente-et-une sélections avec l'équipe de pays de Galles entre 1982 et 1988.

## Palmarès de joueur

### En équipe nationale
- 31 sélections et 0 but avec l'équipe du pays de Galles entre 1982 et 1988

### Avec Watford
- Finaliste de la Coupe d'Angleterre en 1984

## Palmarès d'entraîneur

### Avec Swansea City
- Vainqueur du Football League Trophy en 2007
- Vainqueur de la FAW Premier Cup en 2005 et 2006

### Avec Portsmouth
- Vainqueur de la EFL Trophy en 2019
- Finaliste de la EFL Trophy en 2019